# 724
Năm 724 trong lịch Julius.

## Mất
- Đường Huyền Tông Vương Hoàng hậu, nguyên phối Hoàng hậu của Đường Huyền Tông Lý Long Cơ (không rõ năm sinh)